# Калинівка (Кегичівська селищна громада)
Кали́нівка (МФА: [kɐˈɫɪɲiu̯kɐ] ( прослухати)) — село в Україні, у Берестинському районі Харківської області. Населення становить 503 осіб. Орган місцевого самоврядування — Красненська сільська рада.
Після ліквідації Кегичівського району 19 липня 2020 року село увійшло до Красноградського (Берестинського) району.

## Географія
Село Калинівка знаходиться на берегу Багатеньки, правої притоки річки Багата, вище за течією примикає до селища Кегичівка, нижче за течією на відстані 4 км розташоване село Карабущине. На річці кілька загат.

## Історія
- 1920 — дата заснування.

## Економіка
- Свино-товарна ферма та машинно-тракторні майстерні.

## Об'єкти соціальної сфери
- Клуб.